# Xylotrechus javanicus
Xylotrechus javanicus är en skalbaggsart som först beskrevs av Francis de Laporte de Castelnau och Hippolyte Louis Gory 1841. Xylotrechus javanicus ingår i släktet Xylotrechus och familjen långhorningar.
Artens utbredningsområde är:
- Myanmar.
- Nepal.
- Taiwan.

Inga underarter finns listade i Catalogue of Life.